# 安徽省 (中華民國)
安徽省，為中華民國下轄的一個省級行政區，是延續清代所設置的22省之一，為華中七省之一。簡稱為「皖」。

## 管轄範圍

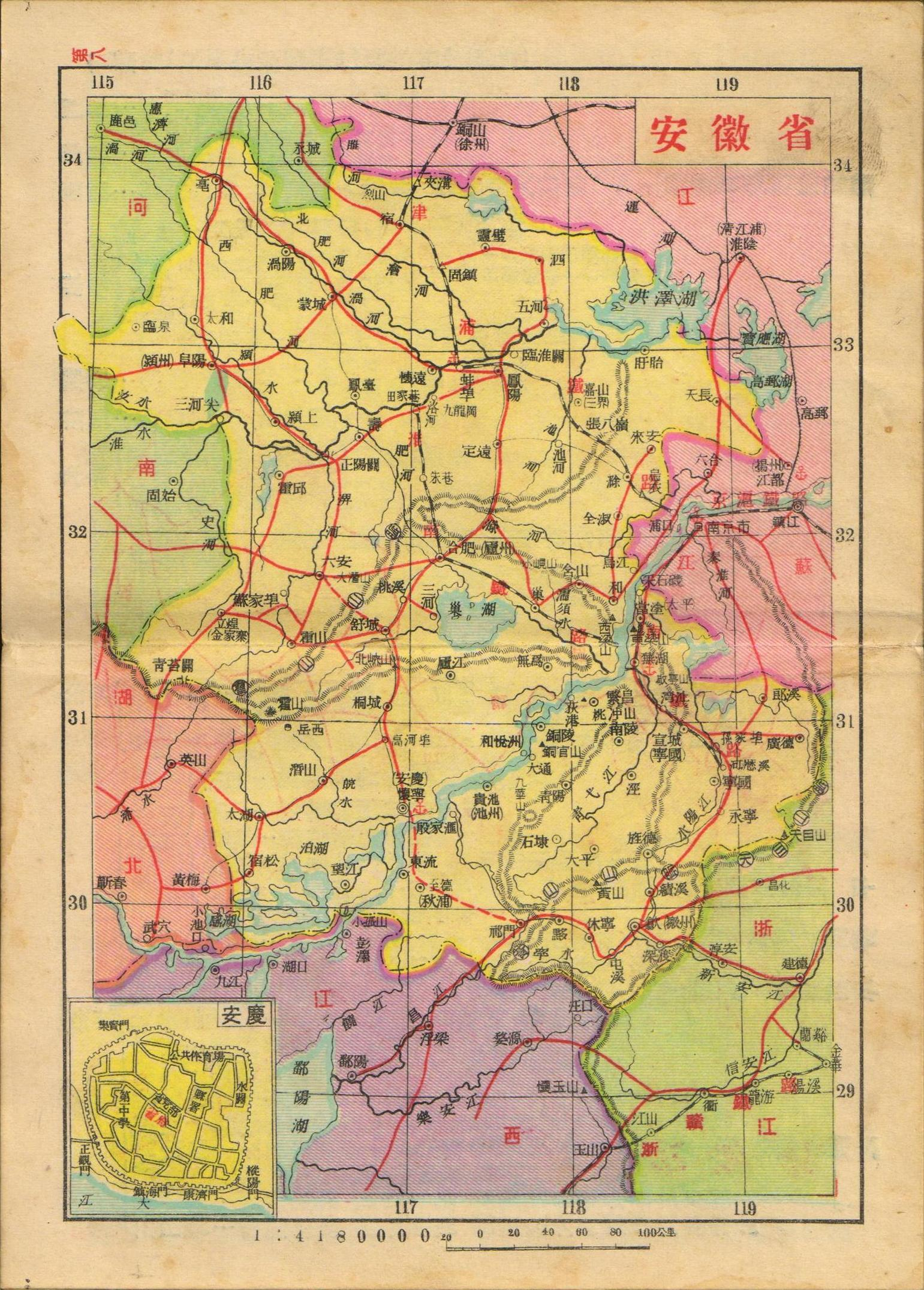
亞新地學社1936年《袖珍中華全圖》的安徽省地圖

全省轄境同清代，其轄境包括今安徽省大部（除碭山、蕭縣2縣全部，金寨縣西部外），江蘇省的泗洪、盱眙縣與江西省的婺源縣。期間唯三處有所變化：一是民國22年（1933年）4月，析安徽省霍山、霍邱、六安及河南省商城、固始等縣邊境地置立煌縣，屬安徽省管轄；二是婺源縣於民國23年（1934年）7月改隸江西省，民國36年（1947年）復屬安徽省；三是英山縣於民國25年（1936年）3月劃屬湖北省。
民國36年（1947年），全省土地面積為14萬6303平方公里。東界江蘇省，西界河南省、湖北省，南接浙江省、江西省。

## 人口
以下依據中華民國實業部《中國經濟年鑑》（1934年出版）、內政部統計司編《民國十七年各省市戶口調查統計報告》（1931年出版）、主計處統計局編《中華民國統計提要》（1940年出版）、中華民國年鑑社編《中華民國年鑑》（1952年出版，頁19-21）所提供的人口數據： 
| 調查年代       | 戶數      | 人口       | 男性       | 女性       | 每戶平均人口 | 性別比例 |
| -------------- | --------- | ---------- | ---------- | ---------- | ------------ | -------- |
| 1912年         | 3,341,000 | 16,229,000 | 8,955,000  | 7,274,000  | 5.01         | 123.10   |
| 1928年         | 3,730,815 | 21,715,396 | 12,212,000 | 9,504,000  | 5.67         | 128.49   |
| 1936年至1937年 | 3,466,000 | 23,354,000 | 12,804,000 | 10,550,000 | 6.74         | 121.37   |
| 1947年         | 3,596,000 | 22,462,217 | 11,869,000 | 10,593,000 | 6.25         | 112.93   |

據中華民國內政部戶政司於民國79年（1990年）臺閩地區戶口及住宅普查報告，臺閩地區籍貫為安徽省的人數為13萬2097人，佔非臺灣省籍269萬4917人口當中的4.9%。

## 歷史沿革
安徽在辛亥革命中是活躍的省份之一。清光緒三十年（1904年）前後，一批知識份子在安慶、蕪湖等地進行革命宣傳和組織工作。光緒三十三年（1907年），徐錫麟領導的安慶起義和三十四年（1908年）熊成基領導的安慶馬炮營起義，在安徽揭開了辛亥革命的序幕。武昌起義成功的消息傳來，安徽人民迅速回應。在壽州崛起的淮上起義軍，揮師兩淮，轉戰千里，光復皖西、皖北許多府縣，並在蚌埠阻擊張勳，喋血南山。
民國元年（1912年）1月1日中華民國成立，安徽首任都督兼民政長是同盟會員柏文蔚。民國二年（1913年）7月二次革命，安徽宣佈獨立，反對袁世凱，組織討袁軍，進行討袁戰鬥。失敗後柏文蔚流亡日本，袁世凱命倪嗣沖為安徽都督兼民政長。倪嗣沖都皖8年。民國九年（1920年）直皖戰爭皖系失敗，9月倪被解職。張文生任安徽督軍，許世英任省長。民國11年（1922年）10月，馬聯甲任安徽督理軍務。以後歷任安徽地方最高長官的還有王普（倪嗣沖女婿）、王揖唐、呂調元、姜登選、陳調元。期間津浦鐵路全線通車，與淮河航線交匯處的蚌埠成為一個新興城市。
民國14年（1926年），孫傳芳任命陳調元為第5方面軍總指揮，進入江西迎戰國民革命軍。不久，孫傳芳軍在江西大敗，陳調元投靠張宗昌，駐紮安慶，後來歸順了北伐軍。民國16年（1927年）1月，國民革命軍兵分東、中、西3路進軍東南，攻略安徽、南京、上海等地，徹底粉碎安國軍副總司令兼五省聯軍總司令孫傳芳在長江下游的統治。4月，蔣中正實行「清黨」，與中國共產黨正式決裂，中共安徽省臨時委員會根據中共中央「八·七」會議精神，發動各地人民走上武裝鬥爭的道路。剿共戰爭期間，中共在安徽省各地先後發動謝家壩、阜陽、郎溪、商南、流波、六霍、廣德、請水寨、羅家咀、大石嶺、黃口、石樑河、葉柳湖、六洲、瓦埠、黃家壩、雙河集、牛崗、柯村、鄭家村、秋浦高山等80餘起暴動，參加暴動的達57萬多人。在國軍重兵「清剿」之下，各地暴動逐一壓制下來。中共於安徽西部的大別山區建立起皖西革命根據地，國民政府多次糾集大軍進行多次圍剿。中共在根據地失守後，與國軍進行了三年的遊擊戰爭。
民國26年（1937年）7月，全面抗戰爆發，安徽成了日本人、汪兆銘政權、國軍和中國共產黨的新四軍勢力交錯的地方。11月26日，日軍侵入安徽，國軍第23集團軍之145師在廣德一線頑強抵抗，揭開安徽抗戰的序幕。民國27年（1938年）間，新四軍挺進皖南、皖北，開展敵後遊擊作戰，並開辟了豫皖蘇邊區抗日根據地。民國29年（1940年），在安徽南部的涇縣，發生國共衝突的皖南事變，新四軍受到極大打擊。後蔣中正取消新四軍番號，中共中央軍委於民國30年（1941年）3月20日發布重建新四軍的命令，任命陳毅為新四軍代軍長，繼續在華中一帶活動。民國33年（1944年）期間，新四軍乘日軍大舉進攻河南省之時，在皖北、皖中進行大、小戰鬥16次，殲日偽軍及國軍1.3萬餘人，拔除據點36處，恢復並擴大豫皖蘇邊區抗日民主根據地。
民國34年（1945年）8月日本投降後，由第十戰區李品仙部代表受降，負責接收蘇皖徐州、安慶、蚌埠、海州地區。安徽省會由安慶正式遷往合肥。10月初，國民政府調集第144、145、146師、新7師、忠義救國軍、蘇浙保安團及各縣地方武裝共2萬餘人，由江西省進入蘇浙皖邊區，清剿蘇浙皖軍區主力撲空後，即轉向皖南郎谿、廣德、宣城等地區實施大規模清剿。新四軍地方部隊及遊擊隊與國軍多次激戰，損失嚴重。12月底，國軍主力先後調出蘇浙皖邊區，對宣城、郎溪、廣德地區的清剿暫告結束。
民國35年（1946年）初，國軍第154、192師及新7師一部，配合安徽省保安第五團及地方武裝共萬餘人的兵力，對皖南山區共產黨遊擊隊反覆進行搜剿與圍剿，由於遊擊隊巧妙隱蔽，靈活轉移，致進圍剿之國軍屢屢撲空，其他如洪林部遊擊隊及劉奎部遊擊隊，則機動穿插、及時轉移，保存自己的實力。6月，國軍以第73軍和及新第5軍向淮南解放區發起大規模進攻。新四軍淮南軍區部隊在國軍武力優勢下，於28日撤出淮南地區。7月及8月，國軍組織大軍兩次進攻新四軍在淮北的根據地。泗縣戰鬥之後，在國軍及地方武裝的反覆清剿、掃蕩下，新四軍彈藥補充困難，地區日益嘗小，被迫於11月24日撤出淮北，轉移至運河以東。
民國36年（1947年）8月，劉伯承、鄧小平率領晉冀魯豫野戰軍第一、二、三、六縱隊近13萬人，逃出數十萬國軍的圍追堵截，於8月27日到達大別山區。連克皖西立煌、六安、霍山、舒城、桐城、廬江、潛山、岳西等8座縣城。11月中旬，蔣中正連續召開「大別山作戰檢討會」，成立「國防部九江指揮所」，以國防部長白崇禧為主任，調集14個師33個旅兵力，對大別山區展開全面圍攻。經過2個月的作戰，劉鄧野戰軍在大別山區殲國軍1.1萬餘人，牽制了國軍大量兵力。期間陳（毅）粟（裕）野戰軍各縱隊衝破國軍的阻擊，在徐州與開封之間橫越隴海鐵路，先後攻克亳縣、渦陽、蒙城、臨泉、阜陽、潁上、靈璧等縣城，國軍被迫先後從大別山區調走13個旅北上支援，其大別山區的全面圍攻遭到失敗。
民國37年（1948年）11月6日至民國38年1月10日，徐蚌會戰爆發，此役國軍被殲55萬人，中共控制了安徽省長江以北地區。蔣中正為挽回敗局，一面和中共進行和談，一面積極擴軍備戰，將京滬警備總司令部擴大為京滬杭警備總司令部，以湯恩伯為總司令，統一指揮蘇浙皖及贛東的軍事，會同華中剿總白崇禧部，共同負責長江防禦，阻止解放軍渡江南進。中共中央在與國民政府進行和平談判的同時，將國軍在長江北岸所設據點，大部予以拔除，並準備在和談破裂時，發起渡江作戰。
同年4月20日，國共兩黨和談破局後，解放軍於當晚發起渡江戰役，首先突破安慶─蕪湖防線，向繁昌、銅陵、青陽、荻港、瀂港諸城進擊。至22日，解放軍渡江作戰部隊己全部渡江。國民政府鑑於江防已破，軍隊面臨在沿江一線被分割圍殲的危險，於下午倉促部署總退卻：蕪湖以西軍隊向浙贛方向撤退，蕪湖等地軍隊向杭州方向撤退。解放軍則繼續深入，攻陷安慶、懷寧、蕪湖、宣城、寧國等地，追擊殲滅潰逃的國軍。張義純率安徽省政府軍政人員於26日撤離休寧縣屯溪鎮，繼續南逃，後來在浙江開化境內被解放軍全殲，張義純及安徽省政府南逃人員等被俘。28日，國軍獨立團團長胡廣益與安徽省政府屯溪留守處主任、保安司令部警保處長方師岳率部投降。4月29日，解放軍進駐屯溪。30日，解放軍攻陷國軍在安徽省境內最後據點績溪。至此，安徽境內的長江以南地區全境易手。

## 行政區劃

### 省、縣之間的行政區

#### 道制
辛亥革命後，裁撤清代各道。民國2年（1913年）7月22日，依據《劃一現行各道地方行政官廳組織令》設皖北道觀察使，所轄區域未定。民國3年（1914年）5月裁撤。同月，根據《道官制》，全省置安慶、蕪湖、淮泗3道。民國16年（1927年），隨著國民政府北伐成功，道制自然撤銷。
安慶道
民國3年（1914年）5月23日置。道尹為繁要缺，一等。駐懷寧縣（今安慶市區）。轄懷寧、桐城、宿松、太湖、潛山、望江、合肥、廬江、舒城、巢縣、無為、滁縣、全淑、來安、和縣、含山16縣。因滁縣、全淑、來安3縣離道尹所在地較遠，於同年10月劃屬淮泗道，淮泗道六安、英山、霍山3縣來屬。民國16年（1927年）廢。
蕪湖道
民國3年（1914年）5月置。道尹為要缺，二等。駐蕪湖縣（今蕪湖市區）。轄蕪湖、繁昌、當塗、廣德、郎溪、歙縣、黟縣、休寧、婺源、祁門、績溪、宣城、南陵、涇縣、太平、旌德、寧國、貴池、銅陵、石埭、東流、秋浦、青陽23縣。民國16年（1927年）廢。
淮泗道
民國3年（1914年）5月置。道尹為要缺，二等。駐鳳陽縣（今鳳陽縣駐地府城镇）。轄鳳陽、靆遠、鳳臺、懷遠、靈璧、壽縣、宿縣、阜陽、潁上、太和、霍邱、蒙城、渦陽、亳縣、六安、英山、霍山、泗縣、五河、盱眙、天長21縣。因六安、英山、霍山3縣離道尹所在地較遠，於同年10月劃屬安慶道，安慶道滁縣、全椒、來安3縣來屬。民國16年（1927年）廢。

#### 行政督察區
1932年5月,安徽省将全省划为10区，按清末府州旧制，实行首席县长制。同年8月，依《“剿匪”区内行政督察专员公署组织条例》，改为行政督察专员区，设置专员公署。此后该省所设督察区域到1937年6月，未见变化。现列表如下:
民國21年（1932年）4月，吳忠信任安徽省主席，為改變省政府督察各縣不便，各縣推行政務難以聯合互助的現象，將全省分為10區，按清末府州舊制，試行首席縣長制，每區設置首席縣長1人，由區內首縣縣長兼任。同年8月，依《剿匪區內行政督察專員公署組織條例》，首席縣長即被取消，實行行政督察專員制度，改為行政督察專員區，設置專員公署：
- 第一區，轄懷寧、桐城、潛山、太湖、望江、宿松等6縣。
- 第二區，轄蕪湖、當塗、繁昌、和縣、含山、無為等6縣。
- 第三區，轄合肥、舒城、廬江、巢縣、全椒等5縣。
- 第四區，轄鳳陽、懷遠、定遠、壽縣、鳳臺、滁縣、來安等7縣。
- 第五區，轄六安、英山、霍山、霍邱等4縣。
- 第六區，轄阜陽、潁上、太和、渦陽、蒙城、亳縣等6縣。
- 第七區，轄泗縣、五河、天長、盱眙、靈璧、宿縣等6縣。
- 第八區，轄貴池、青陽、銅陵、石埭、秋浦、東流等7縣。
- 第九區，轄宣城、南陵、涇縣、寧國、旌德、太平、廣德、郎溪等8縣。
- 第十區，轄歙縣、休寧、婺源、黟縣、祁門、績溪等6縣。

民國21年（1932年）8月，根據《行政督察專員暫行條例》將全省劃分為10區，民國25年（1936年）9月改為8區，嗣經呈准暫緩實行，仍為10區：
- 第一區，專署駐太湖縣，轄太湖、懷寧、宿松、桐城、潛山、望江等6縣。民國25年（1936年）2月增領岳西縣。
- 第二區，專署駐蕪湖縣，轄蕪湖、繁昌、南陵、廬江、當塗、銅陵、無為、巢縣等8縣。
- 第三區，專署駐六安縣，轄六安、合肥、舒城、霍山等4縣。民國22年（1933年）4月增領立煌縣。
- 第四區，專署駐壽縣，轄壽縣、霍邱、鳳臺、懷遠、鳳陽、定遠等6縣。
- 第五區，專署駐滁縣，民國27年（1938年）2月改駐含山縣，轄滁縣、天長、來安、全椒、和縣、含山等6縣。民國21年（1932年）11月增領嘉山縣
- 第六區，專署駐泗縣，轄泗縣、五河、盱眙、靈璧、宿縣、蒙城等6縣。
- 第七區，專署駐阜陽縣，轄阜陽、潁上、渦陽、亳縣、太和等5縣。民國23年（1934年）9月增領臨泉縣。
- 第八區，專署駐貴池縣，轄貴池、青陽、太平、石埭、東流、至德等6縣。
- 第九區，專署駐宣城縣，轄宣城、郎溪、廣德、寧國、涇縣、旌德等6縣。
- 第十區，專署駐休寧縣，轄休寧、祁門、歙縣、黟縣、績溪等5縣。

民國27年（1938年）7月，因日軍佔領津浦、淮南鐵路及長江沿岸城鎮，撤銷第二區，但保留區序號，蕪湖、繁昌、南陵、當塗4縣併入第九區，廬江、無為、巢縣3縣併入第五區，銅陵1縣併入第八區。此外，第五區的天長、來安、嘉山3縣改屬第六區，第六區蒙城縣改屬第七區：
- 第一區，專署駐太湖縣，轄太湖、懷寧、宿松、桐城、潛山、望江、岳西等7縣。
- 第二區，裁撤專署，保留區序號。
- 第三區，專署駐六安縣，轄六安、合肥、舒城、霍山、立煌等5縣。
- 第四區，專署駐霍邱縣，轄霍邱、壽縣、鳳臺、懷遠、鳳陽、定遠等6縣。
- 第五區，專署駐含山縣，民國27年（1938年）12月改駐全淑縣古河鎮，轄含山、滁縣、全椒、和縣、廬江、無為、巢縣等7縣
- 第六區，專署駐泗縣，轄泗縣、五河、盱眙、靈璧、宿縣、天長、來安、嘉山等8縣。
- 第七區，專署駐阜陽縣，轄阜陽、潁上、渦陽、亳縣、太和、臨泉、蒙城等7縣。
- 第八區，專署駐貴池縣，轄貴池、青陽、太平、石埭、東流、至德、銅陵等7縣。
- 第九區，專署駐宣城縣，轄宣城、郎溪、廣德、寧國、涇縣、旌德、蕪湖、繁昌、南陵、當塗等10縣。
- 第十區，專署駐休寧縣，轄休寧、祁門、歙縣、黟縣、績溪等5縣。

民國27年（1938年）10月，為適應軍事及政治形勢，將有關專區進行調整，撤銷第四區，共設8區，中間多有調整。民國28年（1939年），為減少機構，撤銷第七區，保留名義，直屬皖南行署。民國27年（1938年）10月至29年（1940年）3月各區統轄情形如下：
- 第一區，專署駐太湖縣，轄太湖、桐城、懷寧、宿松、潛山、望江、岳西等7縣。
- 第三區，專署駐立煌縣，轄立煌、六安、合肥、廬江、無為、舒城、霍山等7縣。
- 第五區，專署駐全淑縣，轄全椒、滁縣、盱眙、和縣、巢縣、嘉山、天長、含山、來安等9縣
- 第六區，專署駐泗縣，轄泗縣、宿縣、靈璧、五河、懷遠、鳳陽、定遠等7縣。
- 第七區，專署駐阜陽縣，轄阜陽、霍邱、壽縣、鳳臺、潁上、渦陽、亳縣、太和、臨泉、蒙城等10縣。
- 第八區，專署駐貴池縣，轄貴池、青陽、太平、石埭、東流、至德、銅陵等7縣。
- 第九區，專署駐宣城縣，轄宣城、郎溪、廣德、寧國、涇縣、旌德、蕪湖、繁昌、南陵、當塗等10縣。
- 第十區，專署駐休寧縣，轄休寧、祁門、歙縣、黟縣、績溪等5縣。

民國29年（1940年）4月至6月各區統轄情形如下：
- 第一區，專署駐桐城縣，轄太湖、桐城、懷寧、無為、宿松、潛山、廬江、望江等8縣。
- 第三區，專署駐六安縣，轄六安、立煌、合肥、霍邱、壽縣、舒城、霍山、岳西等8縣。
- 第五區，專署駐全淑縣，轄全椒、滁縣、和縣、定遠、鳳陽、巢縣、含山等7縣
- 第六區，專署駐盱眙縣，轄盱眙、嘉山、天長、來安、泗縣、靈璧、五河等7縣。
- 第七區，專署駐阜陽縣，轄阜陽、宿縣、鳳臺、懷遠、潁上、渦陽、亳縣、太和、臨泉、蒙城等10縣。
- 第八區，專署駐貴池縣，轄貴池、青陽、太平、石埭、東流、至德、銅陵等7縣。
- 第九區，專署駐宣城縣，轄宣城、郎溪、廣德、寧國、涇縣、蕪湖、繁昌、南陵、當塗等9縣。
- 第十區，專署駐休寧縣，轄休寧、祁門、歙縣、黟縣、績溪、旌德等6縣。

民國29年（1940年）7月，將原有的8區改劃為9區，各區統轄情形如下：
- 第一區，專署駐桐城縣，抗戰結束後遷駐懷寧縣，轄桐城、懷寧、無為、太湖、宿松、潛山、廬江、望江等8縣。
- 第二區，專署駐六安縣，轄六安、立煌、合肥、霍邱、壽縣、舒城、霍山、岳西等8縣。
- 第三區，專署駐阜陽縣，轄阜陽、臨泉、亳縣、鳳臺、懷遠、潁上、渦陽、太和、蒙城等9縣。
- 第四區，專署駐宿縣，轄宿縣、泗縣、靈璧、五河等4縣。
- 第五區，專署駐全淑縣，抗戰結束後遷駐嘉山縣，轄全椒、滁縣、和縣、定遠、巢縣、含山等7縣
- 第六區，專署駐涇縣，抗戰結束後遷駐蕪湖縣，轄涇縣、宣城、郎溪、廣德、寧國、蕪湖、繁昌、南陵、當塗等9縣。
- 第七區，民國31年（1942年）恢復，專署駐休寧縣，轄休寧、祁門、歙縣、黟縣、績溪、旌德等6縣。
- 第八區，專署駐貴池縣，轄貴池、青陽、太平、石埭、東流、至德、銅陵等7縣。
- 第九區，專署先後駐盱眙縣、嘉山縣，轄盱眙、嘉山、天長、來安、鳳陽等5縣。民國33年（1944年）6月撤銷，保留名義，轄縣由第五區督察，抗戰結束後恢復。

抗戰結束後，又重劃為10區，蚌埠市由省政府直轄。民國36年（1947年）6月正式核准：
- 安徽省政府直轄區，轄蚌埠市。
- 第一區，專署駐懷寧縣，轄懷寧、太湖、桐城、潛山、岳西、宿松、望江等7縣。
- 第二區，專署駐六安縣，轄六安、立煌、霍山、舒城、霍邱5縣。
- 第三區，專署駐阜陽縣，轄阜陽、臨泉、太和、亳縣、渦陽、潁上等6縣。
- 第四區，專署駐宿縣，轄宿縣、蒙城、靈璧、五河、泗縣等5縣。
- 第五區，專署駐嘉山縣明光鎮，轄嘉山、鳳陽、滁縣、來安、天長、盱眙等6縣。
- 第六區，專署駐蕪湖縣，轄蕪湖、繁昌、郎溪、宣城、涇縣、廣德、當塗、南陵等8縣。
- 第七區，專署駐休寧縣屯溪鎮，轄休寧、歙縣、祁門、黟縣、績溪、旌德、寧國、婺源等8縣。
- 第八區，專署駐銅陵縣大通鎮，因戰事影響，暫駐貴池縣，轄銅陵、貴池、至德、太平、東流、石埭、青陽等7縣。
- 第九區，專署駐巢縣，轄巢縣、全椒、和縣、含山、無為、廬江等6縣。
- 第十區，專署駐壽縣，因戰事影響，暫駐鳳臺縣田家庵，轄壽縣、合肥、定遠、懷遠、鳳臺等5縣。

民國38年（1949年）4月15日，中共設立皖北行署區，管轄其安徽江北地區。行署駐合肥市，直轄合肥、蚌埠2市、淮南礦區及肥西縣（原合肥縣析置，駐上派河），分設巢湖（原第九區）、滁縣（原第五區）、安慶（原第一區）、六安（原第二區）、阜陽（原第三區）、宿縣（原第四區）6專區。5月7日，又成立皖南行署區，轄安徽江南地區。行署駐蕪湖市，直轄蕪湖市，分設蕪當（原第十區）、池州（原第八區）、宣城（原第六區）、徽州（原第七區）4專區。

### 縣級行政區
清代安徽省在宣統三年（1911年）時，分為8府、5直隸州，下轄4州、51縣。辛亥革命後，民國元年（1912年）1月廢各府、州、廳建制，一律改縣，共60縣。國民政府建立初，省政府曾設置蚌埠、蕪湖、安慶3市籌備處，除蕪湖外，皆設立市政府。後於民國19年（1930年）間裁撤。新置岳西、臨泉、嘉山3縣。
民國38年（1949年）時，安徽省劃分為10行政督察區，下轄1市、63縣。民國77年（1988）7月，行政院公布《中華民國各省（市）縣（市）行政區域代碼》，為各省縣市編定代碼，該法規於民國94年（2005）10月停用。安徽省各縣、市沿革情況如下：
| 安徽省     | 安徽省     | 安徽省   | 安徽省 | 安徽省 | 安徽省                                     | 安徽省                 | 安徽省 |
| 行政督察區 | 專署駐地   | 行政代碼 | 縣等級 | 縣市   | 駐地(2023年4月)                            | 北洋時期               | 沿革 |
| ---------- | ---------- | -------- | ------ | ------ | ------------------------------------------ | ---------------------- | --- |
| 省政府直轄 | 省政府直轄 | 03040    | 不適用 | 蚌埠市 | 今蚌埠市城區                               | (淮泗道)               | 民國19年（1930年）以前曾設有市政籌備處，因受戰事影而結束。民國36年（1947年）3月公佈《蚌埠市政府組織規程》，4月析鳳陽縣蚌埠鎮置。        |
| 第一區     | 懷寧縣     | 03002    | 二等   | 懷寧縣 | 今安慶市城區                               | 安慶道 (駐地)          | 清代為安慶府附郭懷寧縣，民國元年（1912年）1月裁府留縣。                                                                                 |
| 第一區     | 懷寧縣     | 03003    | 一等   | 桐城縣 | 舊城關鎮（今桐城市城區）                   | 安慶道                 | |
| 第一區     | 懷寧縣     | 03004    | 五等   | 宿松縣 | 今宿松縣駐地孚玉鎮                         | 安慶道                 | |
| 第一區     | 懷寧縣     | 03005    | 四等   | 太湖縣 | 今太湖縣駐地晉熙鎮                         | 安慶道                 | |
| 第一區     | 懷寧縣     | 03006    | 五等   | 潛山縣 | 今潛山市駐地梅城鎮                         | 安慶道                 | |
| 第一區     | 懷寧縣     | 03007    | 五等   | 岳西縣 | 衙前街（今岳西縣駐地天堂鎮）               | (安慶道)               | 因地處中共紅軍活動區，為方便管理，於民國25年（1936年）2月析潛山、舒城、霍城、太湖4縣邊置縣。因地處岳之西，故名。                        |
| 第一區     | 懷寧縣     | 03008    | 六等   | 望江縣 | 今望江縣駐地華陽鎮                         | 安慶道                 | |
| 第一區     | 懷寧縣     | 不適用   | 不適用 | 安慶市 | 今安慶市城區                               | (安慶道)               | 民國16年（1927年）析懷寧縣城區置安慶市，民國19年（1930年）9月裁撤併回懷寧縣。                                                           |
| 第二區     | 六安縣     | 03009    | 三等   | 舒城縣 | 今舒城縣駐地城關鎮                         | 安慶道                 | |
| 第二區     | 六安縣     | 03015    | 一等   | 六安縣 | 今六安市城區                               | 分別屬 淮泗道、 安慶道 | 清代為六安直隸州，民國元年（1912年）1月改置縣。                                                                                         |
| 第二區     | 六安縣     | 03016    | 五等   | 霍山縣 | 今霍山縣駐地衡山鎮                         | 分別屬 淮泗道、 安慶道 | |
| 第二區     | 六安縣     | 03051    | 二等   | 霍邱縣 | 今霍邱縣駐地城關鎮                         | 淮泗道                 | |
| 第二區     | 六安縣     | 03058    | 二等   | 立煌縣 | 金家寨（今金寨縣西南梅山水庫區）           | (淮泗道、 安慶道)      | 民國21年（1932年）析霍山、霍邱、六安及河南省商城、始固等縣邊境置，屬河南省。民國22年（1933年）4月改屬安徽省。以國軍將領衛立煌名字命名。 |
| 第二區     | 六安縣     | 不適用   | 不適用 | 英山縣 | 今湖北省英山縣駐地溫泉鎮                   | 分別屬 安慶道、 淮泗道 | 舊屬安徽省。民國25年（1936年）3月劃歸湖北省。                                                                                           |
| 第三區     | 阜陽縣     | 03047    | 一等   | 阜陽縣 | 今阜陽市城區                               | 淮泗道                 | 清代為颍州府附郭阜陽縣，民國元年（1912年）1月裁府留縣。                                                                                 |
| 第三區     | 阜陽縣     | 03048    | 三等   | 臨泉縣 | 沈丘集（今臨泉縣駐地城關鎮）               | (淮泗道)               | 民國23年（1934年）9月析阜陽縣西部置。因縣駐地瀕臨泉河，故名。                                                                           |
| 第三區     | 阜陽縣     | 03049    | 四等   | 潁上縣 | 今潁上縣駐地慎城鎮                         | 淮泗道                 | |
| 第三區     | 阜陽縣     | 03050    | 四等   | 太和縣 | 今太和縣駐地城關鎮                         | 淮泗道                 | |
| 第三區     | 阜陽縣     | 03053    | 三等   | 渦陽縣 | 今渦陽縣城區城關街道（舊城關鎮）           | 淮泗道                 | |
| 第三區     | 阜陽縣     | 03054    | 二等   | 亳縣   | 今亳州市譙城區（舊城關鎮）                 | 淮泗道                 | 清代為亳州，民國元年（1912年）1月改置縣。                                                                                               |
| 第四區     | 宿縣       | 03044    | 四等   | 靈璧縣 | 今靈璧縣駐地靈城鎮                         | 淮泗道                 | |
| 第四區     | 宿縣       | 03046    | 一等   | 宿縣   | 今宿州市埇橋區（舊城關鎮）                 | 淮泗道                 | 清代為宿州，民國元年（1912年）1月改置縣。                                                                                               |
| 第四區     | 宿縣       | 03052    | 三等   | 蒙城縣 | 今蒙城縣駐地城關鎮                         | 淮泗道                 | |
| 第四區     | 宿縣       | 03055    | 一等   | 泗縣   | 今泗縣駐地泗城鎮                           | 淮泗道                 | 清代為泗州直隸州，民國元年（1912年）1月改置縣。                                                                                         |
| 第四區     | 宿縣       | 03056    | 六等   | 五河縣 | 今五河縣駐地城關鎮                         | 淮泗道                 | |
| 第五區     | 嘉山縣     | 03039    | 二等   | 鳳陽縣 | 今鳳陽縣駐地府城鎮                         | 淮泗道 (駐地)          | 清代為鳳陽府附郭鳳陽縣，民國元年（1912年）1月裁府留縣。                                                                                 |
| 第五區     | 嘉山縣     | 03057    | 三等   | 盱眙縣 | 今江蘇省盱眙縣駐地太和街道                 | 淮泗道                 | |
| 第五區     | 嘉山縣     | 03059    | 六等   | 嘉山縣 | 老三界（三界鎮，今明光市東南三界鎮）       | (淮泗道)               | 民國21年（1932年）11月析滁縣、來安、定遠、盱眙4縣交界地置，因境內有老、中、小3座嘉山，故名。                                            |
| 第五區     | 嘉山縣     | 03060    | 五等   | 天長縣 | 今天長市天長街道                           | 淮泗道                 | |
| 第五區     | 嘉山縣     | 03061    | 三等   | 滁縣   | 今滁州市琅琊區（舊城關鎮）                 | 分別屬 安慶道、 淮泗道 | 清代為滁州直隸州，民國元年（1912年）1月改置縣。                                                                                         |
| 第五區     | 嘉山縣     | 03063    | 五等   | 來安縣 | 今來安縣駐地新安鎮                         | 分別屬 安慶道、 淮泗道 | |
| 第六區     | 蕪湖縣     | 03017    | 一等   | 蕪湖縣 | 今蕪湖市城區                               | 蕪湖道 (駐地)          | |
| 第六區     | 蕪湖縣     | 03018    | 六等   | 繁昌縣 | 今蕪湖市繁昌區駐地繁陽鎮                   | 蕪湖道                 | |
| 第六區     | 蕪湖縣     | 03019    | 未定   | 當塗縣 | 今當塗縣駐地姑孰鎮                         | 蕪湖道                 | 清代為太平府附郭當塗縣，民國元年（1912年）1月裁府留縣。                                                                                 |
| 第六區     | 蕪湖縣     | 03020    | 二等   | 廣德縣 | 今廣德市駐地桃州鎮                         | 蕪湖道                 | 清代為廣德直隸州，民國元年（1912年）1月改置縣。                                                                                         |
| 第六區     | 蕪湖縣     | 03021    | 六等   | 郎溪縣 | 郎步溪（今郎溪縣駐地建平鎮）               | 蕪湖道                 | 清代為建平縣。因與熱河特別區縣名重名，民國3年（1914年）1月改名。因境內郎溪水得名。                                                      |
| 第六區     | 蕪湖縣     | 03027    | 一等   | 宣城縣 | 今宣城市宣州區（舊城關鎮）                 | 蕪湖道                 | 清代為寧國府附郭宣城縣，民國元年（1912年）1月裁府留縣。                                                                                 |
| 第六區     | 蕪湖縣     | 03028    | 四等   | 南陵縣 | 今南陵縣駐地籍山鎮                         | 蕪湖道                 | |
| 第六區     | 蕪湖縣     | 03029    | 四等   | 涇縣   | 今涇縣駐地涇川鎮                           | 蕪湖道                 | |
| 第六區     | 蕪湖縣     | 不適用   | 不適用 | 蕪湖市 | 今蕪湖市城區                               | (蕪湖道)               | 國民政府初建立時，曾設置蕪湖市政籌備處，民國19年（1930年）裁撤。                                                                        |
| 第七區     | 休寧縣     | 03022    | 二等   | 歙縣   | 今歙縣駐地徽城鎮                           | 蕪湖道                 | 清代為徽州府附郭歙縣，民國元年（1912年）1月裁府留縣。                                                                                   |
| 第七區     | 休寧縣     | 03023    | 六等   | 黟縣   | 今黟縣駐地碧陽鎮                           | 蕪湖道                 | |
| 第七區     | 休寧縣     | 03024    | 三等   | 休寧縣 | 今休寧縣駐地海陽鎮                         | 蕪湖道                 | |
| 第七區     | 休寧縣     | 03025    | 五等   | 祁門縣 | 今祁門縣駐地祁山鎮                         | 蕪湖道                 | |
| 第七區     | 休寧縣     | 03026    | 五等   | 績溪縣 | 今績溪縣駐地華陽鎮                         | 蕪湖道                 | |
| 第七區     | 休寧縣     | 03031    | 六等   | 旌德縣 | 今旌德縣駐地旌陽鎮                         | 蕪湖道                 | |
| 第七區     | 休寧縣     | 03032    | 四等   | 寧國縣 | 今寧國市城區西南                           | 蕪湖道                 | |
| 第七區     | 休寧縣     | 03064    | 未定   | 婺源縣 | 紫陽鎮（今江西省婺源縣城區蚺城街道）       | 蕪湖道                 | 民國23年（1934年）7月改隸江西省，民國36年（1947年）6月17日復屬安徽省。                                                                  |
| 第八區     | 銅陵縣     | 03030    | 六等   | 太平縣 | 今黃山市黃山區北仙源鎮                     | 蕪湖道                 | |
| 第八區     | 銅陵縣     | 03033    | 四等   | 貴池縣 | 今池州市貴池區（舊池州鎮）                 | 蕪湖道                 | 清代為池州府附郭貴池縣，民國元年（1912年）1月裁府留縣。                                                                                 |
| 第八區     | 銅陵縣     | 03034    | 六等   | 銅陵縣 | 今銅陵市城區                               | 蕪湖道                 | |
| 第八區     | 銅陵縣     | 03035    | 六等   | 石埭縣 | 今池州市黃山區太平湖底                     | 蕪湖道                 | |
| 第八區     | 銅陵縣     | 03036    | 五等   | 東流縣 | 今東至縣西北東流鎮                         | 蕪湖道                 | |
| 第八區     | 銅陵縣     | 03037    | 五等   | 至德縣 | 秋浦鎮（今東至縣駐地堯渡鎮東北西側梅城村） | 蕪湖道                 | 清代為建德縣，因與浙江省建德縣縣名重名，民國3年（1914年）1月改名秋浦縣。因唐代置秋浦縣於此，故名。民國21年（1932年）10月改今名。        |
| 第八區     | 銅陵縣     | 03038    | 五等   | 青陽縣 | 今青陽縣駐地蓉城鎮                         | 蕪湖道                 | |
| 第九區     | 巢縣       | 03010    | 四等   | 廬江縣 | 今廬江縣駐地廬城鎮                         | 安慶道                 | |
| 第九區     | 巢縣       | 03011    | 四等   | 巢縣   | 今巢湖市城區（舊巢城鎮）                   | 安慶道                 | |
| 第九區     | 巢縣       | 03012    | 二等   | 無為縣 | 無為市駐地無城鎮                           | 安慶道                 | 清代為無為直隸州，民國元年（1912年）1月改置縣。                                                                                         |
| 第九區     | 巢縣       | 03013    | 二等   | 和縣   | 今和縣駐地歷陽鎮                           | 安慶道                 | 清代為和州直隸州，民國元年（1912年）1月改置縣。                                                                                         |
| 第九區     | 巢縣       | 03014    | 五等   | 含山縣 | 今含山縣駐地環峰鎮                         | 安慶道                 | |
| 第九區     | 巢縣       | 03062    | 五等   | 全椒縣 | 今全椒縣駐地襄河鎮                         | 分別屬 安慶道、 淮泗道 | |
| 第十區     | 壽縣       | 03001    | 一等   | 合肥縣 | 今合肥市城區                               | 安慶道                 | 安徽省省會。清代為庐州府附郭合肥縣，民國元年（1912年）1月裁府留縣。                                                                     |
| 第十區     | 壽縣       | 03041    | 四等   | 定遠縣 | 今定遠縣駐地定城鎮                         | 淮泗道                 | |
| 第十區     | 壽縣       | 03042    | 三等   | 鳳臺縣 | 今鳳臺縣駐地城關鎮                         | 淮泗道                 | |
| 第十區     | 壽縣       | 03043    | 三等   | 懷遠縣 | 今懷遠縣駐地榴城鎮                         | 淮泗道                 | |
| 第十區     | 壽縣       | 03045    | 一等   | 壽縣   | 今壽縣駐地壽春鎮                           | 淮泗道                 | 清代為壽州，民國元年（1912年）1月改置縣。                                                                                               |

## 行政區劃年表
| 安徽省行政區劃年表                                                        |          |    |    |    |      | |
| 說明：「?」表示不能確定其發生年份或月份，故放於最有可能的一年內，詳見注釋 |          |    |    |    |      | |
| 西元                                                                      | 民國紀元 | 縣 | 市 | 局 | 其他 | 行政區劃變更 |
| 1912年                                                                    | 民國1年  | 60 |    |    |      | - 廢安慶府留懷寧縣（1月） - 廢阜陽府留阜陽縣（1月） - 廢鳳陽府留鳳陽縣（1月） - 廢太平府留當塗縣（1月） - 廢寧國府留宣城縣（1月） - 廢徽州府留歙縣（1月） - 廢池州府留貴池縣（1月） - 廢廬州府留合肥縣（1月） - 改六安直隸州為六安縣（1月） - 改亳州為亳縣（1月） - 改宿州為宿縣（1月） - 改泗州直隸州為泗縣（1月） - 改滁州直隸州為滁縣（1月） - 改廣德直隸州為廣德縣（1月） - 改無為直隸州為無為縣（1月） - 改和州直隸州為和縣（1月） - 改壽州為壽縣（1月） |
| 1913年                                                                    | 民國2年  | 60 |    |    |      | |
| 1914年                                                                    | 民國3年  | 60 |    |    |      | - 建平縣改名郎溪縣（1月） - 建德縣改名秋浦縣（1月） |
| 1915年                                                                    | 民國4年  | 60 |    |    |      | |
| 1916年                                                                    | 民國5年  | 60 |    |    |      | |
| 1917年                                                                    | 民國6年  | 60 |    |    |      | |
| 1918年                                                                    | 民國7年  | 60 |    |    |      | |
| 1919年                                                                    | 民國8年  | 60 |    |    |      | |
| 1920年                                                                    | 民國9年  | 60 |    |    |      | |
| 1921年                                                                    | 民國10年 | 60 |    |    |      | |
| 1922年                                                                    | 民國11年 | 60 |    |    |      | |
| 1923年                                                                    | 民國12年 | 60 |    |    |      | |
| 1924年                                                                    | 民國13年 | 60 |    |    |      | |
| 1925年                                                                    | 民國14年 | 60 |    |    |      | |
| 1926年                                                                    | 民國15年 | 60 |    |    |      | |
| 1927年                                                                    | 民國16年 | 60 | 1  |    |      | - 析懷寧縣置安慶市（?） |
| 1928年                                                                    | 民國17年 | 60 | 1  |    |      | |
| 1929年                                                                    | 民國18年 | 60 | 1  |    |      | |
| 1930年                                                                    | 民國19年 | 60 |    |    |      | - 省安慶市入懷寧縣（9月） 省蕪湖市政籌備處（?） |
| 1931年                                                                    | 民國20年 | 60 |    |    |      | |
| 1932年                                                                    | 民國21年 | 61 |    |    |      | - 析滁縣、來安、定遠、盱眙4縣置嘉山縣（11月） |
| 1933年                                                                    | 民國22年 | 62 |    |    |      | - 河南省立煌縣來隸（4月） |
| 1934年                                                                    | 民國23年 | 62 |    |    |      | - 婺源縣改隸江西省（7月） - 析阜陽縣置臨泉縣（9月） |
| 1935年                                                                    | 民國24年 | 62 |    |    |      | |
| 1936年                                                                    | 民國25年 | 62 |    |    |      | - 析潛山、舒城、霍城、太湖4縣置岳西縣（2月） - 英山縣改隸湖北省（3月） |
| 1937年                                                                    | 民國26年 | 62 |    |    |      | |
| 1938年                                                                    | 民國27年 | 62 |    |    |      | |
| 1939年                                                                    | 民國28年 | 62 |    |    |      | |
| 1940年                                                                    | 民國29年 | 62 |    |    |      | |
| 1941年                                                                    | 民國30年 | 62 |    |    |      | |
| 1942年                                                                    | 民國31年 | 62 |    |    |      | |
| 1943年                                                                    | 民國32年 | 62 |    |    |      | |
| 1944年                                                                    | 民國33年 | 62 |    |    |      | |
| 1945年                                                                    | 民國34年 | 62 |    |    |      | |
| 1946年                                                                    | 民國35年 | 62 |    |    |      | |
| 1947年                                                                    | 民國36年 | 63 | 1  |    |      | - 析鳳陽縣置蚌埠市（4月） - 江西省婺源縣來屬（6月） |
| 1948年                                                                    | 民國37年 | 63 | 1  |    |      | |
| 1949年                                                                    | 民國38年 | 63 | 1  |    |      | |

## 政府體制

### 省會[14]
民國元年（1912年）至34年（1945年）11月間，省會位於懷寧縣安慶城（今安徽省安慶市城區）。北洋時期，因軍閥混戰，不少地方軍政大員常駐交通重鎮蚌埠，使蚌埠數度成為安徽省的臨時省會。如民國3年（1914年）6月30日，袁世凱任命軍閥倪嗣沖任安徽督軍等省級軍政行政長官的官邸設於蚌埠，直至民國9年（1920年）9月16日離任；民國14年（1925年）7月17日始至16年（1927年）春，北京政府的幾任省政府也設在蚌埠；民國18年（1929年）5月15日至9月19日，10月21日至12月21日，出任的國民政府安徽省主席方振武、石友三也在蚌埠組建短命的安徽省政府。
民國26年（1937年）冬，因抗戰形勢惡化，省政府於民國27年（1938年）由懷寧遷往六安縣（1月13日至6月7日，今安徽省六安市）。同年夏，日軍進攻武漢，省政府又遷往立煌縣金家寨（今安徽省金寨縣西南梅山水庫區）。民國32年（1943年）1月3日，因日軍入侵，省政府由遷至立煌縣葉集；1月5日，再遷至霍邱縣李家北圩（今霍丘縣城東北）；1月19日（一說1月20日），省政府由復遷回立煌縣。抗戰結束後於民國34年（1945年）11月駐合肥縣。因共軍威脅，於民國37年（1948年）8月，再次南移懷寧縣安慶城。民國38年（1949年）2月，因中共從三面包圍懷寧，再東遷駐蕪湖縣。3月，省政府南遷休寧縣屯溪鎮（今安徽省黃山市屯溪區）。

### 省行政機構
宣統三年（1911年）辛亥革命爆發後，安徽巡撫朱家寶於11月8日宣佈獨立，自任安徽都督府都督。12月12日，省臨時議會推選孫毓筠為都督，並於12月21日正式組建安徽軍政府，下設軍政、民政等4司。安徽各地先後建立的軍政分府有廬州軍政分府（11月19日）、蕪湖軍政分府（11月19日）等。民國元年（1912年）4月，置民政長，為全省民政長官，下設民政、財政各司。民國3年（1914年）5月改民政長為巡按使，巡按使公署下設政務、財政諸廳。民國5年（1916年）7月，改巡按使為省長。
民國16年（1927年）3月25日，國民黨中央政治會議議決建立安徽省政務委員會。30日，武漢國民政府發佈任命令。同月27日，蔣中正以國民革命軍總司令的名義，另行設立省政務委員會，並發佈任命令。7月25日，南京國民政府中央政治會議決議將安徽省政務委員會改組為省政府委員會。8月10日，省政府成立，設省政府主席1人、省政府委員9至15人，下置民政、財政各廳。
民國26年（1937年）後，因日軍入侵，安徽省政府遷往大別山地區。民國34年（1945年）8月抗戰結束，安徽省政府恢復其行政管轄區域。民國37年（1948年）8月25日，改組安徽省政府。民國38年（1949年），因長江以北地區為中共解放軍控制，安徽省政府遷往皖南。同年4月下旬，隨著解放軍進入皖南，安徽省政府至此消亡。

### 皖北行署、皖南行署
民國27年（1938年）4月15日（一說1940年3月9日），國民政府行政院決定，在休寧縣屯溪鎮（今黃山市屯溪區）設立「皖南行政公署」。16日，皖南行署正式設立，名義上分轄已撤銷原跨長江南北的第二專區，其江南屬縣及原第八、九、十3個專區所屬的22個縣。民國29年（1940年）3月23日，為精簡機構，原第十專區所屬6縣直屬皖南行政公署。同年8月6日，改原第九專區為第六專區，原第十專區為第七專區，仍領6個縣，第八專區不動，民國34年（1945年）11月15日，撤銷皖南行政公署。
民國37年12月4日，安徽省政府鑒於江北不少地區已入解放軍之手，因應國共內戰情勢，決定重設皖南行署。在宣城正式成立，旋遷屯溪鎮。民國三十八年（1949年）3月2日，併入遷駐屯溪鎮的安徽省政府，至同年4月28日屯溪解放，與國統區的安徽省政府一同瓦解而消亡。
民國27年（1938年）11月10日，安徽省政府在臨時省會立煌縣成立「皖北行政公署」。名義上，統轄安徽江北、兩淮地區40縣。同年底，移駐壽縣。次年2月，移駐定遠。行署區域大部為中共抗日根據地、游擊區或汪兆銘政權管轄下的淪陷區，行署主要在大別山以及日軍未到達的部分縣區，形同虛設。民國29年（1940年）2月2日，撤銷皖北行政公署。

### 歷任安徽省軍政長官、省政府主席
安徽省都督
- 孫毓筠（1912年3月 - 7月，1912年4月 - 7月由柏文蔚署理）
- 柏文蔚（1912年7月 - 1913年6月）
- 孫多森（1913年6月 - 7月）
- 倪嗣沖（1913年7月 - 1914年6月）

安徽省將軍
- 倪嗣沖（1914年6月 - 1916年4月）
- 張勳（1916年4月 - 1917年7月，1917年7月 - 9月由倪嗣沖署理）

安徽省督軍
- 倪嗣沖（1917年9月 - 1920年6月，1920年9月 - 1921年9月由張文生署理）
- 張文生（1921年9月 - 1922年10月）
- 陳調元

安徽省督理
- 馬聯甲（1922年10月 - 1924年11月）

安徽省督辦
- 王揖唐（1924年11月 - 1925年4月）
- 鄭士琦（1925年4月 - 8月，未赴任）
- 姜登選（1925年8月 - 11月）
- 鄧如琢（1925年11月 - 1926年3月）

安徽省政府主席
- 呂調元，1923年督皖。
- 姜登選，1924年督皖。
- 陳調元，1925年督皖。
- 程天放（代理）
- 方振武（1929年5月 - 10月）
- 石友三（1929年10月 - 1930年1月）
- 王金鈺（1930年1月 - 3月，2月起程天放代理）
- 馬福祥（1930年3月 - 9月）
- 陳調元
- 吳忠信（1932年3月 - 1933年5月）
- 劉鎮華（1933年5月 - 1937年4月）
- 劉尚清
- 馬步雲（代理）
- 蔣碩傑
- 李宗仁（1938年1月 - 9月，7月起朱佛定代理）
- 朱佛定（代理，1938年7月 - 10月）
- 廖磊（ - 1939年10月）
- 李品仙（1939年10月 - ）
- 李品仙（1946年4月 - 1948年8月）
- 夏威（1948年8月 - 1949年3月）
- 張義純（1949年3月 - 5月）

### 引用
1. ↑  .   [2012-10-21]. （原始内容存档于2011-07-25）.
2. ↑  . . （原始内容存档于2016-03-04）.
3. ↑  行政院戶口普查處編. 中華民國79年臺閩地區戶口及住宅普查報告. 臺北市: 行政院戶口普查處. 1992
4. ↑  《國民政府公報》第2774號，民國36年3月15日，第5頁。
5. ↑  《國民政府公報》第1977號，民國25年2月21日，第5頁。
6. ↑  傅林祥，鄭寶恆著《中國行政區劃通史 中華民國卷》誤作「霍丘縣」。
7. ↑  《國民政府公報》第1107號，民國22年4月17日，第3頁。
8. ↑  《國民政府公報》第1545號，民國23年9月21日，第7頁。
9. ↑  《國民政府公報》第998號，民國21年12月8日，第4頁。
10. 1 2  《內務部改定各省重複縣名及存廢理由清單》。
11. ↑  行政院主計處《中華民國各省（市）縣（市）行政區域代碼》誤作南凌縣。
12. ↑  據傅林祥，鄭寶恆著《中國行政區劃通史·中華民國卷》；《民國期間區劃變動大事記》作1922年成立安慶市政籌備處
13. ↑  未正式設市
14. ↑  .   [2017-08-14]. （原始内容存档于2015-07-06）.
15. ↑  《中華民國史事日志》，1948，中華民國三十七年戊子。
16. ↑  [永久] 行政區劃論壇「國府的省轄行署」。

## 外部連結
- 维基共享资源上的相關多媒體資源：安徽省
- 安徽省 - 行政區劃網 （页面存档备份，存于）
- 王豐的民國傳記博客
- 洪定國的地理資料庫 - 大地耕者 - 網易博客